# Anne Paceo
Pour les articles homonymes, voir PACEO.
Anne Paceo, née le 17 septembre 1984 à Niort, est une batteuse et compositrice française.
Figure de proue de la nouvelle scène jazz, elle a su créer un style singulier, identifiable dès les premières mesures. En témoignent sa nomination à l’ordre des « Chevaliers des Arts et des Lettres » en 2021, ses 3 Victoires de la musique et sa discographie prolixe, avec 7 albums et 3 EP à son actif.
Elle dirige plusieurs groupes Triphase, Yôkai, Circles, Fables of Shwedagon, Bright Shadows, S.H.A.M.A.N.E.S, qui font des apparitions régulières dans les festivals en France et à l'international. De 2017 à 2020, elle est artiste en résidence du festival Jazz sous les pommiers. De 2020 à 2023 elle est artiste associée à la Scène Nationale Les Gemeaux. à Sceaux.
En 2021, elle crée son propre label Jusqu'à la nuit, sur lequel paraissent ses albums.
En parallèle de ses activités de leader, elle mène une carrière d'accompagnatrice. On a pu l'écouter dans différentes esthétiques, avec Mélissa Laveaux sur la tournée Dying is a Wild Night en 2013, Jeanne Added sur la tournée Be Sensational en 2015, Rhoda Scott sur la tournée ''Lady All Stars en 2018, ou encore avec Alain Jean-Marie, Marcel Azzola, Archie Shepp, Christian Escoudé, Christian Olivier, China Moses…

## Biographie

### Jeunesse et formation
Anne Paceo naît le 17 septembre 1984 à Niort,.
Elle passe les trois premières années de sa vie à Daloa en Côte d'Ivoire, même si elle ne garde quasiment aucun souvenir de ces années. Elle arrive à Paris en 1996.
Elle commence la batterie en 1994 à l'âge de 10 ans et fait ses premières armes dans le jazz en 1998 au stage-festival Les Enfants du jazz de Barcelonnette avec le pianiste Stéphane Kochoyan (1998 à 2001), où elle participe aux classes de maître de Dianne Reeves, Kenny Garrett, Maceo Parker, ou encore Ravi Coltrane,.
De 2005 à 2009 elle étudie au Conservatoire National Supérieur de Musique de Paris, au sein du département jazz, sous la direction de Riccardo Del Fra et étudie auprès du batteur belge Dré Pallemaerts. Elle obtient son prix en 2009 avec la mention « très bien ».[réf. souhaitée]

### Années 2000
Lancée par le Laboratoire de la création à La Fontaine en 2002, puis au festival de jazz de Calvi, elle fait en 2004 la rencontre du guitariste Christian Escoudé, qui lui propose de jouer dans son groupe, aux côtés de Marcel Azzola, Jean-Marc Jafet, Jean-Baptiste Laya et Stéphane Guillaume. Elle intègre par la suite son trio puis son quartet et enregistre deux disques avec lui, Catalogne (2009) et Au bois de mon cœur (2011).
La même année, elle monte le groupe Triphase, un trio avec Leonardo Montana (piano) et Joan Eche-Puig (contrebasse), avec lequel elle enregistre deux albums sur le label Laborie Jazz. À 24 ans, c'est la plus jeune artiste à rejoindre ce label.
Elle joue dans des festivals en France et à l'étranger : Jazz au Fil de l'Oise, Jazz sur son 31, Jazz à Vienne, Paris Jazz Festival, Taipei International Jazz Festival, Abidjan Jazz Festival, etc.

### Années 2010
En 2010, elle fonde Yôkaï, avec Pierre Perchaud (guitare), Antonin-Tri Hoang (saxophone alto et clarinette basse), Leonardo Montana (piano) et Stéphane Kerecki (contrebasse), groupe avec lequel elle enregistre son 3e album pour le label Laborie Jazz. Ce disque est salué par la critique : « choc » Jazzman, sélection Jazz news, Élu Citizen Jazz[réf. nécessaire]…
En 2011, elle est « révélation » aux Victoires du jazz.
En 2016, elle publie son quatrième album Circles avec Émile Parisien (saxophones), Leila Martial (voix) et Tony Paeleman (claviers). Fred Goaty pour Jazz magazine écrit d'ailleurs à son propos « avec Circles Anne Paceo s’impose au premier rang des créatrices capables de mêler l’art du songwriting avec la force suggestive de l’improvisation. »[réf. nécessaire] Elle est « artiste de l'année » aux Victoires du jazz.
En mai 2017, Anne Paceo crée le projet Fables of Shwedagon dans le cadre du festival Jazz sous les pommiers, en collaboration avec cinq musiciens birmans. C'est de l'enregistrement de ce concert que naît un an plus tard son cinquième album,,.
L'album Bright Shadows paraît le 25 janvier 2019 sur le label Laborie Jazz, la même année elle est nommée pour la deuxième fois « Artiste de l’année » aux Victoires du jazz, et devient ainsi la seule artiste musicienne, femme et homme confondu.e.s, à recevoir deux fois cette distinction.

### Années 2020
Prolongement de Bright Shadows, son EP Samâ paraît le 11 septembre 2020 chez Laborie/Socadisc/Idol, avec trois titres en studio et deux en concert enregistrés à la Philharmonie de Paris en juin 2019. En arabe, le « samā‘ » est la danse sacrée des derviches tourneurs soufis ; Paceo a écrit les morceaux au moment où elle découvrait les poèmes de Djalâl ad-Dîn Rûmî. Elle associe trois voix à sa batterie, la sienne et celles d'Ann Shirley et de Florent Mateo : « la voix et la percussion renvoient à l’originel, au primaire. […] Associer trois voix à ma batterie était une manière de revenir à la source, au commencement ». L'album mêle plusieurs genres, naviguant entre pop, folk, jazz ou électro, de James Blake à John Coltrane, en passant par le requiem de Fauré, les rythmes d'Afrique de l'Ouest, Boards of Canada, Steve Reich ou Alan Lomax. On y retrouve les musiciens de Bright Shadows : Tony Paeleman, Christophe Panzani et Pierre Perchaud ainsi que Ann Shirley et Florent Mateo.
La même année elle est invitée en tant que « mentor » à la Montreux Jazz Academy pour enseigner aux côtés de John McLaughlin et des Snarky Puppy.
En 2021 elle fonde son propre label discographique, «Jusqu’à La Nuit» sur lequel parait l’EP «Circles live»  enregistré le 27 mai 2017 durant la 36e édition du festival Jazz sous les pommiers. L'album est salué par la critique (Citizen Jazz, France Musique).
Cette même année, elle devient artiste associée à la Scène Nationale Les Gémeaux à Sceaux . pour 3 ans. Elle y imagine plusieurs créations pluridisciplinaires mêlant la danse, les arts visuels et la musique.
Son titre « Sunshine », issu de l’album «Circles», est choisi par Kurt Elling pour sa tournée « Apparition Bridge: Music of Contemporary European Composers ». Elle y figure aux côtés, entre autres, de Kenny Wheeler, Michel Legrand, Jan Garbarek et Joe Zawinul.
En 2022 elle publie son 7e album S.H.A.M.A.N.E.S, L’album est au top au top général snep et premier au top jazz plusieurs semaines. La release party a lieu dans une Cigale complète, la presse est unanime, Libération , Le Monde et Télérama lui consacrent des portraits. L’album se joue dans les plus grands festivals et scènes nationales.
En 2023, en parallèle de la tournée européenne de «S.H.A.M.A.N.E.S», et dans le cadre de sa résidence aux Gémeaux, elle crée la musique d’un ciné-concert sur le film muet « Nanouk l’esquimau », pour lequel elle compose et joue.
Elle publie 2 EP sur Jusqu’à la nuit, «B’sides» et "remixes". À cette occasion elle propose à Chocolate Genius, Piers Faccini, Dombrance, Fakear ou encore David Walters de s’emparer de sa musique.
Enfin, elle imagine une création pluridisciplinaire pour l’Arsenal de Metz, conçue comme un duo entre sa musique et le dessinateur de bande dessinée Cyril Pedrosa.
En 2024, tout en travaillant sur son 8ème album «Atlantis» elle crée « WIZZ », un projet de mentorat exclusivement féminin, pour accompagner les femmes instrumentistes sur tous les aspects de leur carrière. Ce projet est une première en France, et est porté par la scène Nationale les Gémeaux et le festival Jazz sous les Pommiers.
En 2024 toujours, elle s’envole pour 2 mois à la Nouvelle-Orléans dans le cadre du programme de résidence artistique de la Villa Albertine pour travailler sur le Voodoo et le Hoodoo .

## Prix/Récompenses
- 2019 : Victoires du jazz, Artiste de l'année
- 2016 : Victoires du jazz, Artiste de l'année[24]
- 2011 : Victoires du jazz, Révélation instrumentale (prix Frank Ténot) [25],[26].
- 2009 : Djangodor, Nouveau talent avec le soutien de l'ADAMI[27].
- 2007 : Trophées du Sunside, Premier prix de soliste
- 2007 : Prix jeune talent, festival de jazz de Montauban
- 2006 : Tremplin Jazz à Saint-Germain-des-Prés Paris, Prix de groupe avec Triphase.

## Décoration
- 2021 :  Chevalier de l'ordre des Arts et des Lettres[28]